# Glenn Miller Café

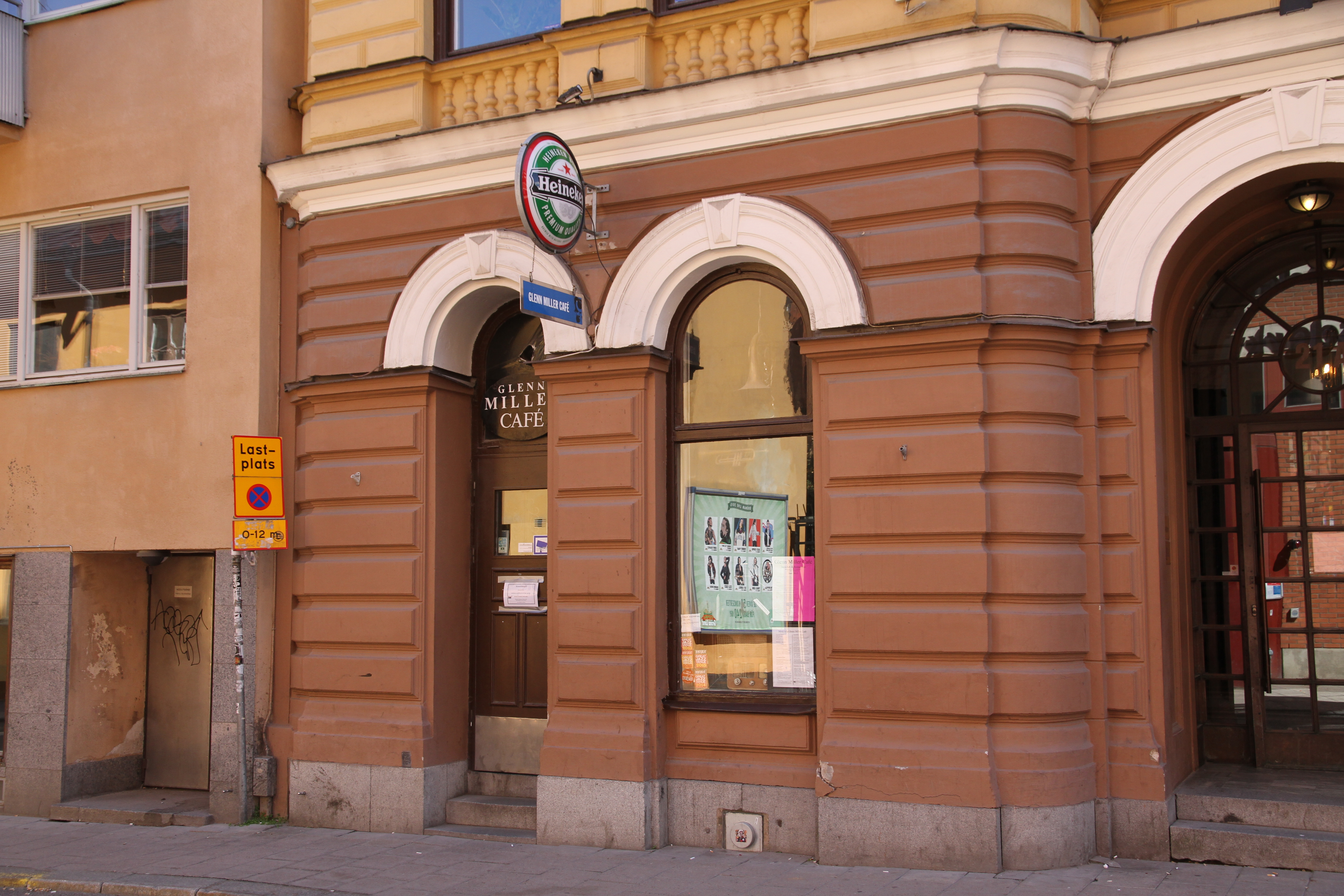
Glenn Miller Cafe, Brunnsgatan, Stockholm 27 juni 2015.

Glenn Miller Café är en jazzklubb och restaurang på Brunnsgatan 21 på Norrmalm i Stockholm som började med konsertverksamhet vid mitten av 1990-talet. Kaféet grundades av Ulf Qvarnström redan i slutet av 1980-talet.
Efter att Ulf Sterner tog över verksamheten år 1999 utökades musikverksamheten, och man hade konserter med ett stort antal svenska och utländska musiker. Glenn Miller Café har kallats för en av Sveriges mest kända jazzscener.
Ett antal skivor har spelats in på Glenn Miller Café, bland annat av skivbolagen Ayler records och Moserobie, och Sveriges Radio har gjort konsertsändningar.